# Sandra Daviú
Sandra Daviú Ripoll (Barcelona, 22 de marzo de 1975) es una periodista y presentadora de televisión española.

## Biografía
Licenciada en Ciencias de la comunicación por la Universidad Autónoma de Barcelona (1993-1997) y doctora en Periodismo por la Facultad de Ciencias de la Información (Universidad Complutense de Madrid) (2017-2020), comenzó su carrera profesional como presentadora, redactora y comentarista de Teledeporte.
Posteriormente, entre 2001 y 2005, pasó a presentar Escuela del deporte en La 2 junto a Carlos Beltrán y Estela Giménez. En 2005 trabajó en el programa España es junto con Mon Santiso y Belén Esteve, también en La 2. Fue además, reportera del programa España directo en La 1 y presentadora de La suerte en tus manos en La 2, desde septiembre de 2005 hasta diciembre de 2008.
También ha comentado el Sorteo Extraordinario de Navidad de 2005 y 2006 con Marisa Abad y en 2007 junto a Ana Belén Roy; presentado en La 2 el programa de fin de año Sol de medianoche y copresentado diversos programas en La 1 de TVE, como Noche de baile junto al coreógrafo Poty y El disco del año junto a Carlos Lozano, ambos en 2006. En 2008 fue la encargada de retransmitir el Festival de Eurovisión de Baile 2008 que se hizo en Glasgow. 
Entre el 4 de agosto de 2008 y el 22 de julio de 2011 presentó El diario en Antena 3, después de que su antigua presentadora, Patricia Gaztañaga, dejara el programa tras siete años, el 9 de julio de 2008. Llegó al programa como sustituta de verano hasta el 19 de septiembre de 2008, porque lo planeado era que Juan y Medio volviera para hacerse con las riendas del programa en temporada alta, ya que el presentador se encargaba hasta la marcha de Patricia Gaztañaga de la edición de los viernes y fue el encargado de relevarla entre el 10 de julio y el 1 de agosto de 2008; sin embargo, la cadena cambió de opinión y Daviú continuó con la presentación del programa en temporada altadesde el 22 de septiembre de 2008.   
En 2010 presentó junto a Jorge Fernández las campanadas de fin de año en Antena 3. En diciembre de 2011 aparece en el especial de famosos de ¡Ahora caigo!, siendo una de ellos. En 2012 se encargó de la presentación de Espejo público durante los meses de julio y agosto para cubrir las vacaciones de Susanna Griso.
Desde marzo de 2013 y compaginándolo con Antena 3, volvió a presentar el programa de loterías La suerte en tus manos en La 2. Entre julio de 2013 y agosto de 2013 volvió a encargarse de la versión veraniega de Espejo público en Antena 3. Más tarde, en diciembre de 2013, volvió a ser la sustituta de Susanna Griso en Espejo público en la que ejerció como presentadora. En Semana Santa de 2014 volvió al programa para ejercer de presentadora durante 4 días en sustitución de Griso. Tras ello volvió a repetir como sustituta veraniega de Susanna Griso en Espejo público, durante julio y agosto de ese año.
El 1 de septiembre de 2014 se anunció su incorporación a TVE para presentar junto a Roberto Leal, la nueva etapa de España directo, en la que además de ser copresentadora del programa, fue la encargada de presentar la sección de crónica social. El 22 de diciembre de 2014 presentó en TVE con Roberto Leal y Blanca Benlloch, el Sorteo Extraordinario de Navidad y el 5 de enero, la Cabalgata de Reyes Magos, también con Roberto Leal en TVE.
El 29 de mayo de 2015 se despidió de la audiencia de España directo y La suerte en tus manos debido a la recta final de su embarazo. El 25 de septiembre de 2015 volvió a presentar La suerte en tus manos. Entre el 23 de diciembre de 2015 y el 5 de enero de 2016 se hizo cargo de La mañana en La 1 en sustitución de Mariló Montero debido a sus vacaciones de Navidad. 
En verano de 2016 pasó a ser una de las colaboradoras de Amigas y conocidas. 
El 22 de diciembre de 2016 volvió a presentar el Sorteo Extraordinario de Navidad con Roberto Leal y Blanca Benlloch para TVE; desde 2017 a 2019 con esta última y Diego Burbano y desde 2020 con Blanca Benlloch.
En 2019 fue colaboradora de +Cotas, que se emitió los sábados a las 9h30 en La 1.
En 2022 consiguió plaza como profesora asociada de información en radio y televisión en la Facultad de Ciencias de la Información (Universidad Complutense de Madrid), iniciando una nueva etapa como docente en Periodismo, compaginándolo con su trabajo en TVE. Desde el 8 de enero de 2023 presenta todos los domingos a las 13h00 en Telemadrid, Madrid mejora tu vida.